# Anni 170 a.C.
Gli anni 170 a.C. sono il decennio che comprende gli anni dal 179 a.C. al 170 a.C. inclusi.

## Nati
- Dong Zhongshu, filosofo cinese († 104 a.C.)
- Liu An, scrittore e geografo cinese († 122 a.C.)173 a.C.
- Antioco V, sovrano († 162 a.C.)171 a.C.
- Fraate II, sovrano170 a.C.
- Lucio Accio, poeta e drammaturgo romano
- Antipatro di Sidone, letterato e poeta greco antico († 100 a.C.)
- Attalo III, sovrano († 133 a.C.)
- Quinto Cecilio Metello Balearico, politico romano
- Sempronia, nobildonna romana († 101 a.C.)

## Morti
- Filippo V di Macedonia, re (n. 238 a.C.)176 a.C.
- Cleopatra I, regina
- Gneo Cornelio Scipione Ispallo, politico romano
- Quinto Petilio Spurino, politico romano175 a.C.
- Apollonio Eidografo, grammatico greco antico
- Basilide, filosofo greco antico
- Quinto Cecilio Metello, politico romano
- Ircano, nobile ebreo antico
- Seleuco IV, sovrano (n. 218 a.C.)174 a.C.
- Publio Elio Peto, politico romano
- Tito Quinzio Flaminino, militare e politico romano (n. 229 a.C.)
- Tiberio Sempronio Longo, politico romano
- Gneo Servilio Cepione, politico romano
- Marco Sempronio Tuditano, politico romano173 a.C.
- Quinto Fulvio Flacco, politico e militare romano